# Улица Петра Дорошенко (Мелитополь)
Улица Петра Дорошенко (укр. Вулиця Петра Дорошенка, в 1924—1929 гг. — Брянская, 1929—2016 г. — Горького) — улица в Мелитополе. Начинается небольшим 250-метровым участком между улицами Ломоносова и Гетмана Сагайдачного, после чего упирается в промышленные территории. Улица Петра Дорошенко продолжается снова за Интеркультурной улицей, пересекает улицы Университетскую, Гетманскую, Героев Украины, Ярослава Мудрого, Григория Чухрая и оканчивается перекрёстком с улицами Ивана Алексеева и Шмидта.
Улица возникла в пригороде Новый Мелитополь, и впервые упоминается в 1924 году под названием Брянская. (Село Новый Мелитополь, в отличие от одноимённого исторического района современного Мелитополя, не ограничивалось железной дорогой, а почти достигало нынешнего проспекта Богдана Хмельницкого.) Вместе с Новым Мелитополем улица была включена в состав города, и 17 июня 1929 переименована в честь Максима Горького. Возможно, на время немецкой оккупации улице было временно возвращено название Брянская. В 2016 году улицу переименовали в честь Петра Дорошенко — гетмана правобережной Украины в 1665—1676 годах.

## Здания и сооружения
- № 1. В здании был расположен детский сад. В 2003 году по льготной цене 1 гривня в год здание было арендовано Учебно-консультационным пунктом Харьковского национального университета внутренних дел. В 2010 году учебно-консультационный пункт переехал в другое здание, на улице Дзержинского.[4]
- № 38. Школа № 11.
- Детская музыкальная школа № 1 (юридический адрес — ул. Гетманская, 135).
- Территория Кировского рынка.
- № 53/1. Храм преподобного Серафима Саровского.
- № 92. Детский сад № 30 «Светлячок».[5]

## Галерея
|                                                         | |                          |                                                        |
| участок между ул. Ломоносова и ул. Гетмана Сагайдачного | здание заочного отделения Харьковского национального университета внутренних дел (в прошлом — детский сад) | неиспользуемая остановка | участок между ул. Интеркультурная и ул. Героев Украины |
|                                                         | |                          |                                                        |
| храм преподобного Серафима Саровского                   | школа № 11                                                                                                 | возле ул. Героев Украины | начало от ул. Шмидта                                   |